# Пескі (Любуське воєводство)
Пескі (пол. Pieski, нім. Pieske) — село в Польщі, у гміні М'єндзижеч Мендзижецького повіту Любуського воєводства.
Населення — 242 особи (2011).
У 1975-1998 роках село належало до Гожовського воєводства.

## Демографія
Демографічна структура станом на 31 березня 2011 року:
|          | Загалом | Допрацездатний вік | Працездатний вік | Постпрацездатний вік |
| -------- | ------- | ------------------ | ---------------- | -------------------- |
| Чоловіки | 113     | 16                 | 87               | 10                   |
| Жінки    | 129     | 24                 | 71               | 34                   |
| Разом    | 242     | 40                 | 158              | 44                   |